# بوریس پروشیچ
بوریس پروشیچ (انگلیسی: Boris Perušič) (متولد ۲۷ ژوئیه ۱۹۴۰) بازیکن سابق والیبال اهل چک با اصلیت اهل کرواسی است که برای تیم ملی چکسلواکی در المپیک ۱۹۶۴ به میدان رفت و به مدال نقره دست یافت.